# ロックサンド
ロックサンド（Rock Sand、1900年 - 1914年）は、20世紀初頭に活躍したイギリスの競走馬。史上10頭目のイギリスクラシック三冠を達成した。

## 生涯
2歳時はミドルパークプレートで3着に敗れた以外は全勝で6勝をあげている。3歳時は2000ギニーでフロットサム (Flotsam)、のちに大種牡馬となるラブレーやチョーサーらを破り1着。エプソムダービーでもこれらを破り完勝した。三冠を前に古馬が相手となるエクリプスステークスに出走しており本命に推されたが、ゴール前で力尽き前年のクラシックホースであるアードパトリック（エプソムダービー）とセプター（クラシック四冠）に次ぐ3着に終わった。秋のセントレジャーステークスは楽勝で、史上10頭目のイギリスクラシック三冠を達成する。その後はジョッキークラブステークスではふたたびセプターに完敗、翌年のコロネーションカップでもクラシック不出走のジンファンデル (Zinfandel) とセプターに敗れてしまった。しかし、ハードウィックステークスではセプターに雪辱し、秋の大一番・ジョッキークラブステークスも制すなど活躍した。
引退後は当初イギリスで種牡馬入りしたが、1906年に馬主が死亡した際アメリカ合衆国でサラブレッド事業を拡大しようともくろんでいたオーガスト・ベルモント2世に買われた。アメリカ合衆国ではマンノウォーの母となるマフバー (Mahubah)、ベルモントステークス馬フライアーロック、イギリスに渡りセントレジャーステークスを制したトレーサリーなどの産駒を送り出した。しかし、折からの禁酒法のあおりを受け多くの州で馬券発行禁止の措置がとられるようになるとフランスに輸出され、2年後の1914年、7月20日に心臓病で死亡した。

## 競走成績
- 1902年（7戦6勝）
  - シャンペンステークス
- 1903年（7戦5勝）
  - 2000ギニー、エプソムダービー、セントレジャーステークス、セントジェームズパレスステークス
- 1904年（6戦5勝）
  - ジョッキークラブステークス、ハードウィックステークス、プリンセスオブウェールズステークス（英語版）

## 血統
父サンフォアンはダービー馬でストックウェルの傍系、ストックウェル3×3のインブリードを持っていた。母ロクブリューンはセントサイモンと1000ギニー馬セントマーゲライトの仔。当時はセントサイモンの血が溢れており、ロックサンドと対戦した馬の多くがセントサイモンの直仔か孫であった（チョーサー・ラブレーが直仔、自身とセプター・アードパトリック・フロットサム・ジンファンデルが孫）。

### 血統表
| ロックサンドの血統      | ロックサンドの血統                                                                 | ロックサンドの血統                                                                 | （血統表の出典）                                                                   | （血統表の出典） |
| 父系                    | エクリプス系                                                                       | エクリプス系                                                                       | エクリプス系                                                                       | [ § 2 ]          |
| 父 Sainfoin 1887 栗     | 父の父Springfield 1873 鹿                                                          | St. Albans                                                                         | Stockwell                                                                          | Stockwell        |
| 父 Sainfoin 1887 栗     | 父の父Springfield 1873 鹿                                                          | St. Albans                                                                         | Bribery                                                                            |                  |
| 父 Sainfoin 1887 栗     | 父の父Springfield 1873 鹿                                                          | Viridis                                                                            | Marsyas                                                                            | Marsyas          |
| 父 Sainfoin 1887 栗     | 父の父Springfield 1873 鹿                                                          | Viridis                                                                            | Maid of Palmyra                                                                    |                  |
| 父 Sainfoin 1887 栗     | 父の母Sanda 1878 栗                                                                | Wenlock                                                                            | Lord Clifden                                                                       | Lord Clifden     |
| 父 Sainfoin 1887 栗     | 父の母Sanda 1878 栗                                                                | Wenlock                                                                            | Mineral                                                                            |                  |
| 父 Sainfoin 1887 栗     | 父の母Sanda 1878 栗                                                                | Sandal                                                                             | Stockwell                                                                          | Stockwell        |
| 父 Sainfoin 1887 栗     | 父の母Sanda 1878 栗                                                                | Sandal                                                                             | Lady Evelyn                                                                        |                  |
| 母 Roquebrune 1893 黒鹿 | 母の父St. Simon 1881 鹿                                                            | Galopin                                                                            | Vedette                                                                            | Vedette          |
| 母 Roquebrune 1893 黒鹿 | 母の父St. Simon 1881 鹿                                                            | Galopin                                                                            | Flying Duchess                                                                     |                  |
| 母 Roquebrune 1893 黒鹿 | 母の父St. Simon 1881 鹿                                                            | St. Angela                                                                         | King Tom                                                                           | King Tom         |
| 母 Roquebrune 1893 黒鹿 | 母の父St. Simon 1881 鹿                                                            | St. Angela                                                                         | Adeline                                                                            |                  |
| 母 Roquebrune 1893 黒鹿 | 母の母St. Marguerite 1879 栗                                                       | Hermit                                                                             | Newminster                                                                         | Newminster       |
| 母 Roquebrune 1893 黒鹿 | 母の母St. Marguerite 1879 栗                                                       | Hermit                                                                             | Seclusion                                                                          |                  |
| 母 Roquebrune 1893 黒鹿 | 母の母St. Marguerite 1879 栗                                                       | Devotion                                                                           | Stockwell                                                                          | Stockwell        |
| 母 Roquebrune 1893 黒鹿 | 母の母St. Marguerite 1879 栗                                                       | Devotion                                                                           | Alcestis                                                                           |                  |
| 母系(F-No.)             | 4号族(FN:4-n)                                                                      | 4号族(FN:4-n)                                                                      | 4号族(FN:4-n)                                                                      | [ § 3 ]          |
| 5代内の近親交配         | Stockwell：S4×S4×M4、Newminster：M4×S5、Pocahontas：S5×S5×M5×M5、Touchstone：M5×M5 | Stockwell：S4×S4×M4、Newminster：M4×S5、Pocahontas：S5×S5×M5×M5、Touchstone：M5×M5 | Stockwell：S4×S4×M4、Newminster：M4×S5、Pocahontas：S5×S5×M5×M5、Touchstone：M5×M5 | [ § 4 ]          |
| 出典                    | 1. 2. 3. 4.                                                                        | 1. 2. 3. 4.                                                                        | 1. 2. 3. 4.                                                                        | 1. 2. 3. 4.      |